# Samuel Hall (Politiker)
Samuel Levin Hall (* 1. Juni 1797 im Somerset County, Maryland; † 11. Mai 1862 in Princeton, Indiana) war ein US-amerikanischer Politiker. Zwischen 1840 und 1843 war er Vizegouverneur des Bundesstaates Indiana.

## Werdegang
Samuel Hall erhielt keine reguläre Schulausbildung. Er brachte sich das nötige Wissen selbst bei. Bereits seit 1814 lebte er im Gibson County im heutigen Indiana. Nach einem Jurastudium und seiner Zulassung als Rechtsanwalt begann er in diesem Beruf zu arbeiten. Zwischen 1832 und 1835 war er Bezirksrichter in seiner Heimat. Gleichzeitig schlug er eine politische Laufbahn ein. Zwischen 1829 und 1831 sowie nochmals von 1845 bis 1846 saß er als Abgeordneter im Repräsentantenhaus von Indiana. In den 1830er Jahren schloss er sich der damals gegründeten Whig Party an.
1840 wurde Hall an der Seite von Samuel Bigger zum Vizegouverneur von Indiana gewählt. Dieses Amt bekleidete er zwischen dem 9. Dezember 1840 und dem 6. Dezember 1843. Dabei war er Stellvertreter des Gouverneurs und Vorsitzender des Staatssenats. In den Jahren 1850 und 1851 nahm Hall als Delegierter an einem Verfassungskonvent seines Staates teil; 1854 kandidierte er erfolglos für das US-Repräsentantenhaus. Er war auch Mitglied der Freimaurer. Samuel Hall starb am 11. Mai 1862 in Princeton, wo er auch beigesetzt wurde.